# Latacunga

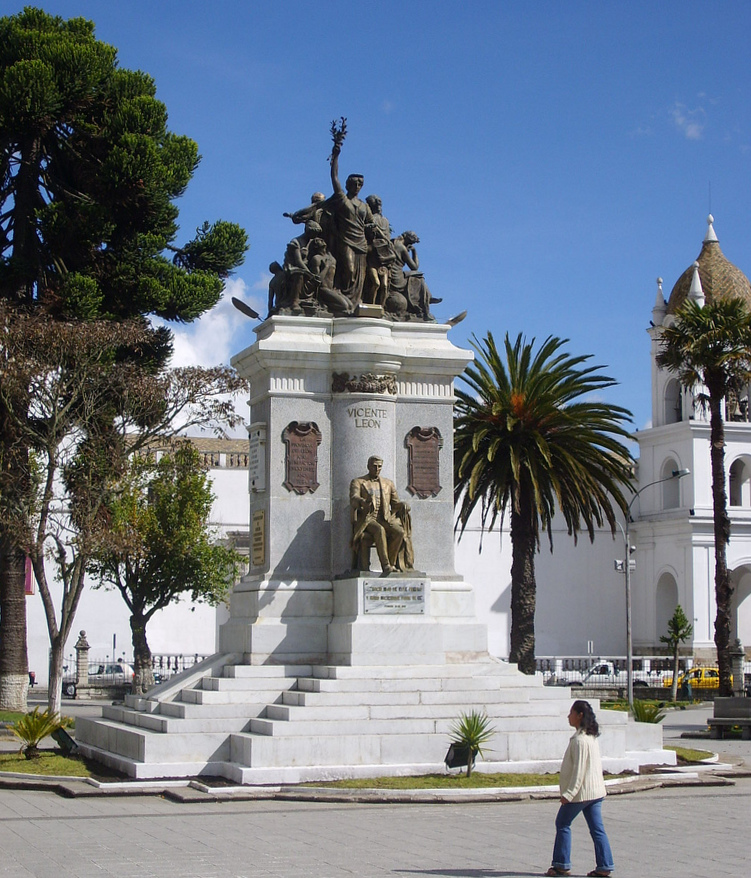
Latacunga - pomník Vicente Leona na náměstí

Latacunga je ekvádorské město ležící jižně od hlavního města Quita, vzdáleného asi 2 hodiny autobusem po panamerické dálnici. Populace ve městě čítá 54 000 obyvatel, nadmořská výška je 2800 m. Město je dobrým výchozím bodem pro výstupy na nedaleké vulkány Cotopaxi (5897 m), Iliniza Sur (5248 m), Iliniza Norte (5126 m) a Lagunu Quilotoa (3854 m).
Latacunga je hlavní město provincie Cotopaxi a ačkoliv není příliš významné ani krásné, má zajímavou historii. Název města pochází z indiánského výrazu llacta cunani, což znamená místo, které jsem si vybral. Po španělské invazi v 16. století byla Latacunga významným koloniálním centrem, ale v současnosti zde nalezneme pouze málo známek zašlé slávy.
Dominanta města, nedaleký vulkán Cotopaxi Latacungu třikrát výrazně poničil při sopečných erupcích v letech 1742, 1768 a 1877. Město bylo vždy znovu vystavěno.
Většina historických budov byla zničena při erupcích Cotopaxi, v centru Latacungy můžete navštívit malé etnografické muzeum Molinos de Monserrat, radnici, katedrálu nebo rozkvetlý Park Vicenta Leóna (španělsky Parque Vicente León). V centru města se nachází nespočet turistických agentur, organizujících výstupy na nedaleké sopky.